# Đồng Tháp
Đồng Tháp (uitspraak: /ɗoŋ21 thɐːp35/) is een provincie van Vietnam in de vlakte van de Mekongdelta. Het grenst aan Prey Veng (Cambodja) in het noorden (met 51 km grens en vier grensposten), aan Vĩnh Long en Cần Thơ in het zuiden, aan An Giang in het westen en aan Long An en Tiền Giang in het oosten. De hoofdstad Cao Lãnh bevindt zich op 162 km van Ho Chi Minhstad.

## Geografie
Het landschap is in Dong Thap overwegen vlak met een hoogte van één à twee meter boven de zeespiegel.
De Tien-rivier (sông Tiền) stroom voor 132 km door de provincie en deelt haar zo in tweeën. Ten noorden van de Tien is de regio Dong Thap Muoi (vùng Đồng Tháp Mười) die loop van noordwest naar zuidoost, een hoogste punt heeft van niet meer dan 4 m en een laagste van 0,7 m. Het zuidelijk deel van de provincie ligt geklemd tussen de Tien- en de Hau-rivier (sông Hậu). Daar is het landschap hol en het helt vanuit de twee rivieren. De gemiddelde hoogte is er 0,8 à 1,0 m. Door de laagheid zijn er van september tot oktober jaarlijkse overstromingen.
Naast de Tien en Hau, zijn in Dong Thap nog de Boven-So- (sông Sở Thượng) en de Neder-So-rivier (sông Sở Hạ) die hun bronnen hebben in Cambodja en die in het noorden van de provincie uitmonden in de Tien. In het zuiden zijn nog enkele andere rivieren zoals de Boven-Cai Tau (sông Cai Tàu Thượng), de Neder-Cai Tau (sông Cái Tàu Hạ) en de Sa Dec (sông Sa Đéc). Hiernaast zijn er nog duizenden grachten die overstromingswater moeten afvoeren.
De plantengroei in Dong Thap vertoont heel wat merkwaardige kenmerken. In Dong Thap Muoi groeien enorme Melaleuca leucadendron (cây tràm), er zijn lotusmeren, vijgenmoerassen, parken met ooievaars en gigantische vogels die nergens anders voorkomen. Waard om op te merken is het 7500 ha grote nationaal park Tram Chim (Vườn quốc gia Tràm Chim) die deel uitmaakt van het ecosysteem van Dong Thap Muoi waar veel werk wordt verricht voor natuurbehoud. Er zijn 140 verschillende boomsoorten geteld, 40 vissoorten, een tiental soorten pythons, slangen en schildpadden en andere. Er zijn ook 198 vogelsoorten die behalve in dat park op slechts weinige plaatsen ter wereld kunnen worden aangetroffen.

## Bestuurlijke eenheden
De provincie Đồng Tháp is onderverdeeld in één stad, twee thị xã's en negen huyện.
- Thành phố Cao Lãnh

- Thị xã Hong Ngu
- Thành phố Sa Đéc

- Huyện Cao Lãnh
- Huyện Châu Thành
- Huyện Hồng Ngự
- Huyện Lai Vung
- Huyện Lấp Vò
- Huyện Tam Nông
- Huyện Tân Hồng
- Huyện Thanh Bình
- Huyện Tháp Mười

## Economie
De laatste jaren is er in Dong Thap veel gerealiseerd op vlak van chemische industrie. Hiermee is het belang van de provincie, en dan vooral van de hoofdstad Cao Lãnh, sterk toegenomen.